# Иннес, Лора
Лора Элизабет Иннес (англ. Laura Elizabeth Innes, род. 16 августа 1957) — американская актриса и телевизионный режиссёр, наиболее известная благодаря роли доктора Керри Уивер в сериале NBC «Скорая помощь», которая принесла ей две номинации на премию «Эмми». Иннес также добилась успеха как телевизионный режиссёр, номинируясь в 2001 году на «Эмми» за работу над телесериалом «Западное крыло». С тех пор она работала в таких телесериалах как «Доктор Хаус», «Братья и сёстры», «Анатомия страсти» и «Как избежать наказания за убийство».

## Биография
Родилась 16 августа 1957 года в Понтиаке, штат Мичиган, США, в семье Лауретт и Роберта Иннес, является самой младшей из их шести детей.
С ранних лет отличалась склонностью к творчеству и мечтала об актёрской профессии. Впервые оказалась в театре благодаря отцу, который привез свою семью на известный Шекспировский фестиваль в Стратфорде (Канада).
После окончания средней школы поступила в Северо-Западный Университет, Иллинойс. Была членом женского братства Alpha Chi Omega. Получила степень бакалавра в области театрального искусства.
Впервые выступила на профессиональной сцене в Чикаго — в театре Goodman Theatre, в котором, кроме прочих спектаклей, играла в знаменитой пьесе «Трамвай „Желание“», где её партнером в роли Митча был Джон Малкович.
В 1986 году играла дочь Джерри Стиллера и Энн Миры в коротком телевизионном проекте «Шоу Стиллера и Миры», однако он был отменён после пилотного выпуска. В 1994 году была приглашена в популярный сериал «Скорая помощь». Доктор Керри Уивер появилась во втором сезоне, а к третьему вошла в число главных героев. В 1997 и 1998 годах Лора номинировалась на премию «Эмми» в номинации «Лучшая женская роль второго плана в драматическом телесериале».
В перерыве между съемками в телесериале Иннес снялась в приключенческом фильме «Столкновение с бездной», где её партнёрами стали Джин Хэкман, Теа Леони, Морган Фримен и Ванесса Редгрейв. Картина была поставлена Мими Ледер, на счету которой числится режиссура большого количества эпизодов «Скорой помощи».
В 1987 году Лора познакомилась со своим будущим мужем Дэвидом Брисбином (впоследствии он играл в «Скорой помощи» роль педиатра-анестезиолога Алекса Бэбкока). В 1990 году у них родился сын Кэл. В апреле 2002 года Иннес и её муж удочерили годовалую китайскую девочку Миа. Сейчас актриса с семьей живёт в Лос-Анджелесе.

## Фильмография

### Актриса
| Год       |     | Русское название                              | Оригинальное название                        | Роль                        |
| --------- | --- | --------------------------------------------- | -------------------------------------------- | --------------------------- |
| 1978      | ф   | Ярость                                        | Fury                                         | Джуди                       |
| 1986      | тф  | Шоу Стиллера и Миры                           | The Stiller & Meara Show                     | Крисси Бендер Марино        |
| 1988      | с   | Другой мир                                    | Another World                                | призрак Норы Даймонд        |
| 1989      | тф  | —                                             | Jacob Have I Loved                           | миссис Райс                 |
| 1989—1991 | с   | Эй, чувак                                     | Hey Dude                                     | миссис Фриман / мисс Эндрюс |
| 1991—1993 | с   | Крылья                                        | Wings                                        | Банни Мэтер                 |
| 1993      | тф  | Контракт на убийство                          | Telling Secrets                              | Анджелин Грэм               |
| 1993      | тф  | Рискованное спасение: История Кэти Махони     | Desperate Rescue: The Cathy Mahone Story     | н/д                         |
| 1993      | с   | Бруклинский мост                              | Brooklyn Bridge                              | миссис Креймер              |
| 1993      | тф  | Когда любовь убивает: Соблазнение Джона Хирна | When Love Kills: The Seduction of John Hearn | Лорел Хирн                  |
| 1993      | тф  | Песнь любви: пламя и страсть                  | Torch Song                                   | Ронни                       |
| 1993      | тф  | Затянувшаяся музыка                           | And the Band Played On                       | носительница гемофилии      |
| 1993      | с   | —                                             | Bakersfield P.D.                             | Дарси Уилкс                 |
| 1994      | с   | Хорошая жизнь                                 | The Good Life                                | актриса                     |
| 1994      | с   | —                                             | Good Advice                                  | Энни                        |
| 1994      | с   | Нас пятеро                                    | Party of Five                                | Лиз                         |
| 1995      | тф  | —                                             | See Jane Run                                 | миссис Клингер              |
| 1995      | с   | Моя так называемая жизнь                      | My So-Called Life                            | Шерил Флек                  |
| 1995      | тф  | Совсем как папа                               | Just Like Dad                                | Роуз                        |
| 1995      | с   | —                                             | My Wildest Dreams                            | Кейси                       |
| 1995—2009 | с   | Скорая помощь                                 | ER                                           | Керри Уивер                 |
| 1996      | с   | Шоу Луи                                       | The Louie Show                               | Сэнди Синсич                |
| 1996      | с   | —                                             | Out of Order                                 | н/д                         |
| 1997      | мс  | Ох уж эти детки!                              | Rugrats                                      | доктор Брендер              |
| 1998      | ф   | Столкновение с бездной                        | Deep Impact                                  | Бет Стэнли                  |
| 1999      | ф   | Не могу перестать танцевать                   | Can't Stop Dancing                           | домовладелица               |
| 1999      | тф  | Цена разбитого сердца                         | The Price of a Broken Heart                  | Линн                        |
| 2001      | тф  | Возвращение в родной город                    | Taking Back Our Town                         | Пэт Меланкон                |
| 2010—2011 | с   | Событие                                       | The Event                                    | София Магуайр               |
| 2012      | ф   | —                                             | Model Minority                               | судья Китон                 |
| 2012      | с   | Пробуждение                                   | Awake                                        | Триша Харпер                |
| 2012      | с   | Хранилище 13                                  | Warehouse 13                                 | Эмма Джинкс                 |
| 2015      | кор | —                                             | One Smart Fellow                             | Лиззи                       |
| 2016      | ф   | Хороший сосед                                 | The Good Neighbor                            | Кэролайн                    |
| 2017      | с   | Колония                                       | Colony                                       | Карен                       |
| 2017      | ф   | Пожалуйста, приготовьтесь                     | Please Stand By                              | билетный кассир             |
| 2018—2020 | с   | Как избежать наказания за убийство            | How to Get Away with Murder                  | губернатор Линн Беркхед     |
| 2019      | кор | —                                             | South of Bix                                 | мама                        |
| 2020      | кор | —                                             | North Star                                   | Джесс Бродерик              |

### Режиссёр, сценарист, продюсер
| Год       | Название                           | Оригинальное название         | Режиссёр    | Сценарист  | Продюсер | Примечания             |
| --------- | ---------------------------------- | ----------------------------- | ----------- | ---------- | -------- | ---------------------- |
| 1991      | Эй, чувак                          | Hey Dude                      |             | Да (1 эп.) |          | телесериал             |
| 1999—2007 | Скорая помощь                      | ER                            | Да (12 эп.) |            |          | телесериал             |
| 2000—2006 | Западное крыло                     | The West Wing                 | Да (6 эп.)  |            |          | телесериал             |
| 2002      | Клиника Сан-Франциско              | Presidio Med                  | Да (1 эп.)  |            |          | телесериал             |
| 2006      | Доктор Хаус                        | House, M.D.                   | Да (1 эп.)  |            |          | телесериал             |
| 2007      | Студия 60 на Сансет-Стрип          | Studio 60 on the Sunset Strip | Да (1 эп.)  |            |          | телесериал             |
| 2007      | Путешественник                     | Journeyman                    | Да (1 эп.)  |            |          | телесериал             |
| 2008—2010 | Братья и сёстры                    | Brothers & Sisters            | Да (7 эп.)  |            |          | телесериал             |
| 2011      | Главный подозреваемый              | Prime Suspect                 | Да (1 эп.)  |            |          | телесериал             |
| 2012      | Пробуждение                        | Awake                         | Да (1 эп.)  |            |          | телесериал             |
| 2012      | Анатомия страсти                   | Grey’s Anatomy                | Да (1 эп.)  |            |          | телесериал             |
| 2014—2019 | Как избежать наказания за убийство | How to Get Away with Murder   | Да (5 эп.)  |            |          | телесериал             |
| 2015      | —                                  | One Smart Fellow              |             | Да         | Да       | короткометражный фильм |
| 2015      | Секреты и ложь                     | Secrets & Lies                | Да (1 эп.)  |            |          | телесериал             |
| 2015      | Любовники                          | The Affair                    | Да (2 эп.)  |            |          | телесериал             |
| 2017      | Улица милосердия                   | Mercy Street                  | Да (2 эп.)  |            |          | телесериал             |
| 2017      | Царство животных                   | Animal Kingdom                | Да (1 эп.)  |            |          | телесериал             |
| 2017—2019 | Подлый Пит                         | Sneaky Pete                   | Да (4 эп.)  |            |          | телесериал             |
| 2017—2019 | Мистер Мерседес                    | Mr. Mercedes                  | Да (3 эп.)  |            |          | телесериал             |

## Награды и номинации
| Награда                        | Год  | Категория                                                     | Название работы | Результат |
| ------------------------------ | ---- | ------------------------------------------------------------- | --------------- | --------- |
| Эмми                           | 1997 | Лучшая женская роль второго плана в драматическом телесериале | Скорая помощь   | Номинация |
| Эмми                           | 1998 | Лучшая женская роль второго плана в драматическом телесериале | Скорая помощь   | Номинация |
| Эмми                           | 2001 | Лучшая режиссура драматического телесериала                   | Западное крыло  | Номинация |
| Премия Гильдии киноактёров США | 1997 | Лучший актёрский состав в драматическом сериале               | Скорая помощь   | Победа    |
| Премия Гильдии киноактёров США | 1998 | Лучший актёрский состав в драматическом сериале               | Скорая помощь   | Победа    |
| Премия Гильдии киноактёров США | 1999 | Лучший актёрский состав в драматическом сериале               | Скорая помощь   | Победа    |
| Премия Гильдии киноактёров США | 2000 | Лучший актёрский состав в драматическом сериале               | Скорая помощь   | Номинация |
| Премия Гильдии киноактёров США | 2001 | Лучший актёрский состав в драматическом сериале               | Скорая помощь   | Номинация |